# Malmöhus

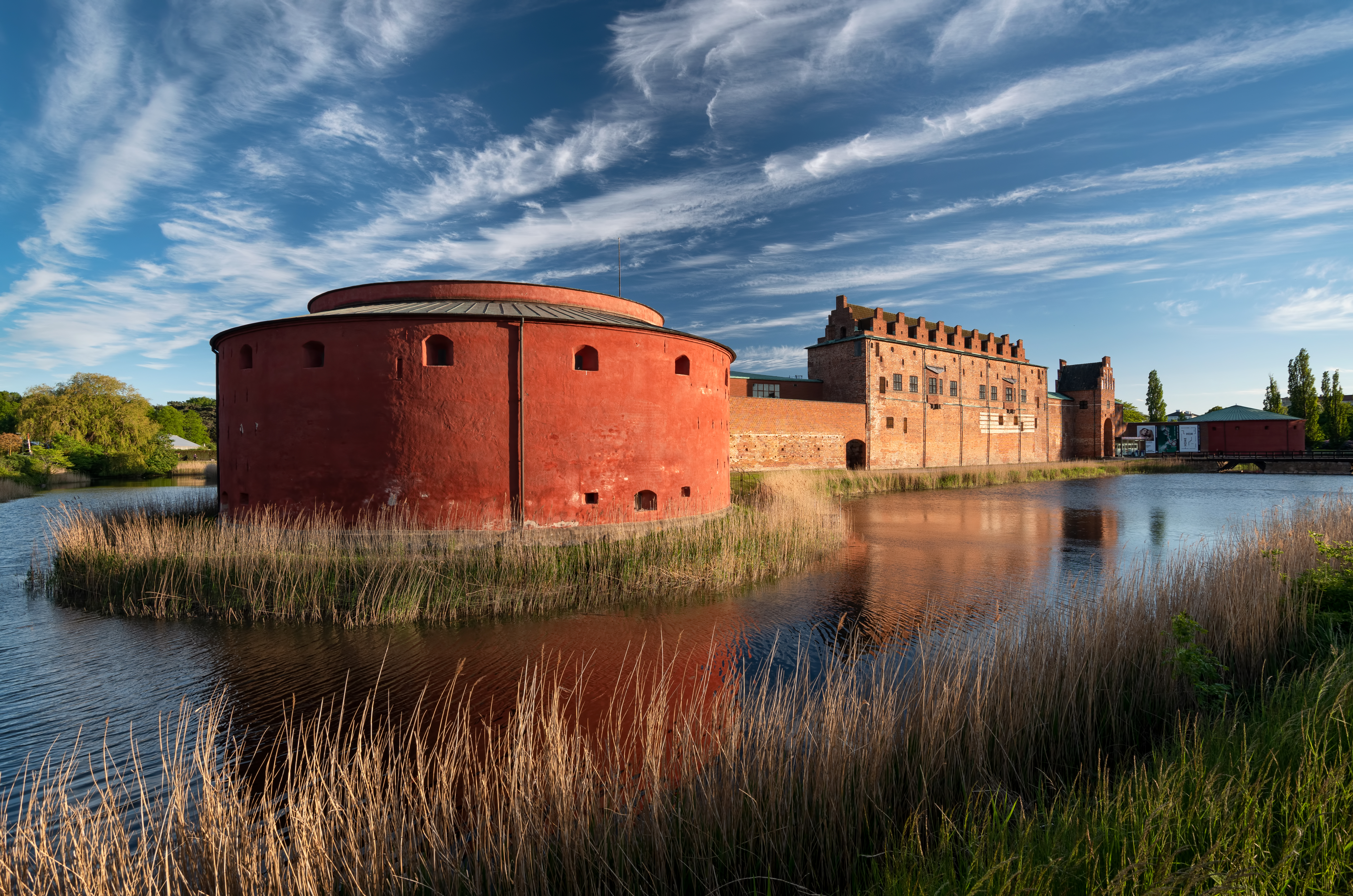
Malmöhus slott

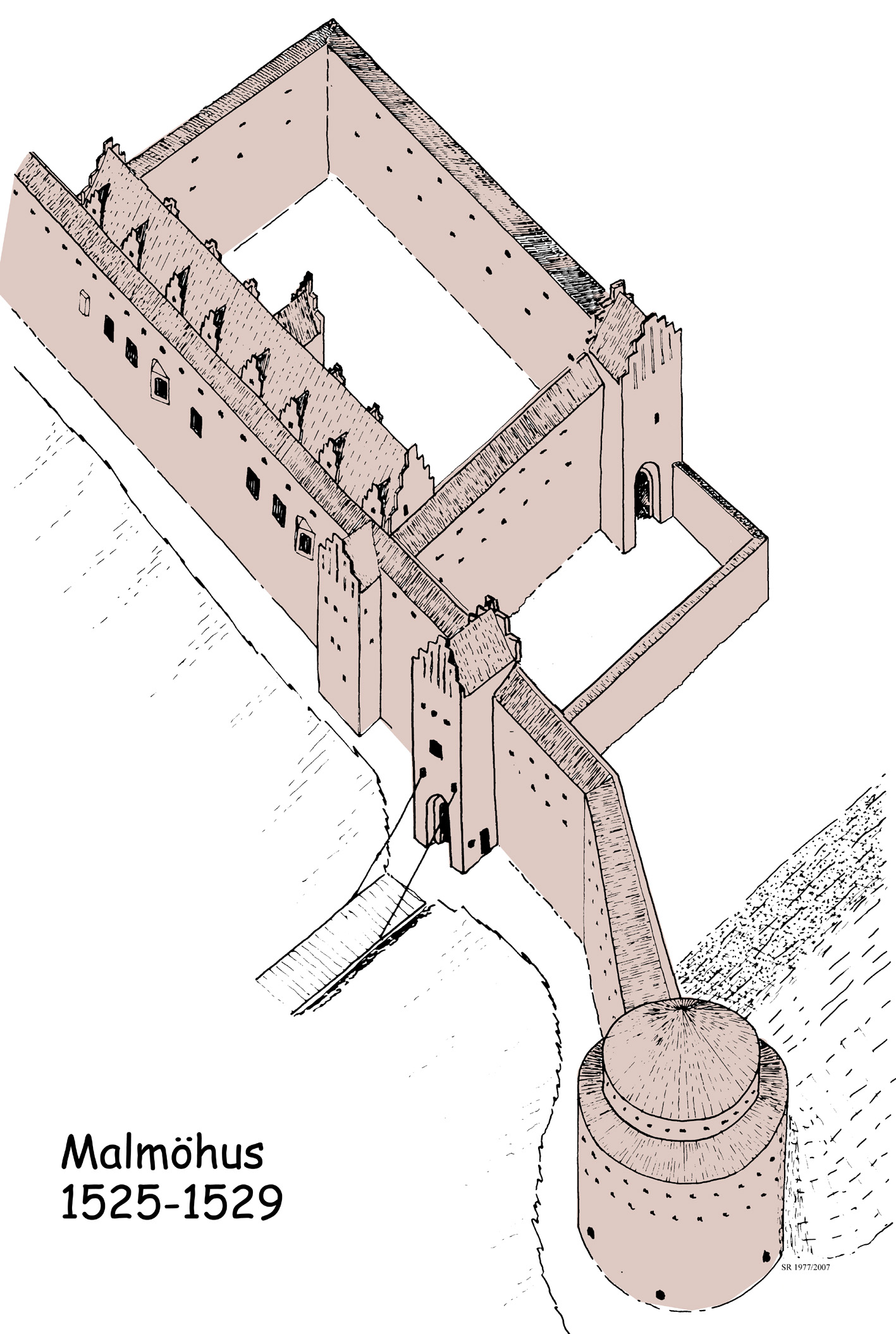
Rekonstruktion des alten Malmöhus

Malmöhus (auch: Malmöhus slott) ist eine Burganlage in der südschwedischen Stadt Malmö. Die ältesten Teile entstanden zwischen 1526 und 1530 im Renaissancestil. Im Gebäude befinden sich heute Malmös Kunstmuseum und das städtische Museum. Zum letztgenannten Museum gehören auch das Kommandantenhaus und eine holländische Windmühle im angrenzenden Park.

## Geschichte
Das Vorgängergebäude der Burg entstand 1434 unter Erich von Pommern. Dieser hatte einen kräftigen Ausbau der Verteidigungsanlagen Malmös zur Seeseite angeordnet. Schon zu Beginn des 15. Jahrhunderts war mit dem Bau einer Stadtmauer begonnen worden. Dieser Bau wurde nun beschleunigt und die neue Burg wurde der westliche Außenposten. Die Burg hieß damals Møntergaarden und war ein rechtwinkliges Kastell mit hohen Mauern und Torturm. Hier wurden lange Zeit dänische Münzen geprägt. Es gab auch eine östliche Vorburg, doch diese entfiel schon in den 1530er Jahren mit der Anlage des Burggrabens für die aktuelle Burg.
Friedrich I. beauftragte 1525 den Provinzvorsteher von Malmöhus län, Albert Ravensberg, der seinen Sitz auf Malmöhus hatte, eine neue Burg zu bauen. Dazu erhielt er die damals enorme Summe von 5.690 Silbermark und nach vier Jahren war das heutige Hauptgebäude fertig. Der Burghof erhielt eine Einrahmung durch einen Schützengang mit drei Etagen, der von einem weiteren Schützengang mit vier Etagen umgeben war. Der Eingang wurde gleichzeitig in die neu entstandene westliche Vorburg verschoben. Der noch heute erhaltene Torturm hatte damals noch eine Etage mehr.
1529 brach ein Brand auf Malmöhus aus, doch es gibt keine genauen Angaben über das Ausmaß der Zerstörung. Im folgenden Jahr wurde die finanzielle Unterstützung für den Burgbau aus Einnahmen der Provinz von 300 auf 500 Mark erhöht; 1532 stieg diese Summe auf 888 Mark. Dies zeigt, dass in diesen Jahren mit dem Ausbau der Burg fortgefahren wurde. Nach Ausbruch der Grafenfehde 1534, in der Malmö gegen den dänischen König Christian III. kämpfte, rissen die Bürger der Stadt den äußeren Schützengang ab. Die Spuren dieses Ganges sind auch heute noch im Mauerwerk erkennbar und zeigen, dass das Hauptgebäude vor 1534 entstanden ist. In verschiedenen Schriften wird behauptet, dass die heutige Burg nach der Grafenfehde entstand, doch diese Informationen stehen nicht im Einklang mit den vorhandenen Bauspuren und Rechenschaftsberichten. Ungeachtet dessen wurde die Burg zwischen 1537 und 1540 auf Order von Christian III. und zum Teil von Malmöer Bürgermeister Jörgen Kock finanziert ausgebaut, wobei sie einen Wallgraben und vier große Ecktürme aus Ziegelstein erhielt.
Zwischen 1554 und 1559 residierte Kronprinz Friedrich, der spätere Friedrich II., auf Malmöhus. In den Jahren 1567 bis 1573 wurde James Hepburn, 4. Earl of Bothwell, der dritte Ehemann von Maria Stuart, auf Malmöhus festgehalten. Der letzte dänische König, der hier kurze Zeit wohnte, war 1652 Friedrich III. Nachdem Schweden 1658 im Frieden von Roskilde die Landschaft Schonen erhalten hatte, wurde Malmöhus der Sitz eines Schlosskommandanten. Eine dänische Belagerung der Burg während des Schonischen Krieges misslang. Auch in den folgenden Unruhejahren wurden hier mehrfach dänentreue Freischärler (Snapphanar) gefangen gehalten. Ein weiterer berühmter Häftling war Carl Gustaf Armfeldt der Jüngere, der vermutete Anführer des Anjalabundes gegen Gustav III. Er starb 1792 auf Malmöhus.
1828 wurden auch die übrigen Teile der Burg, die vorher von den Provinzvorstehern genutzt worden waren, zum Gefängnis. Teile des Gebäudes wurden mit neuen Zellen ausgestattet. Am 4. September 1870 brannte es auf Malmöhus abermals und mehrere Teile des Gefängnisses mussten neu errichtet werden. 1909 wurde das Gefängnis geschlossen; der Bau wurde Notunterkunft für die ärmsten Bürger der Stadt. Nach einer Renovierung zog 1937 das erste Museum auf Malmöhus ein. Verschiedene Zusatzgebäude des Gefängnisses wurden mit neuen Museumsbauten ersetzt. Heute ist die Burg restauriert und gibt einen guten Eindruck davon, wie sie im 16. und 17. Jahrhundert ausgesehen hat.

## Kommandantenhaus

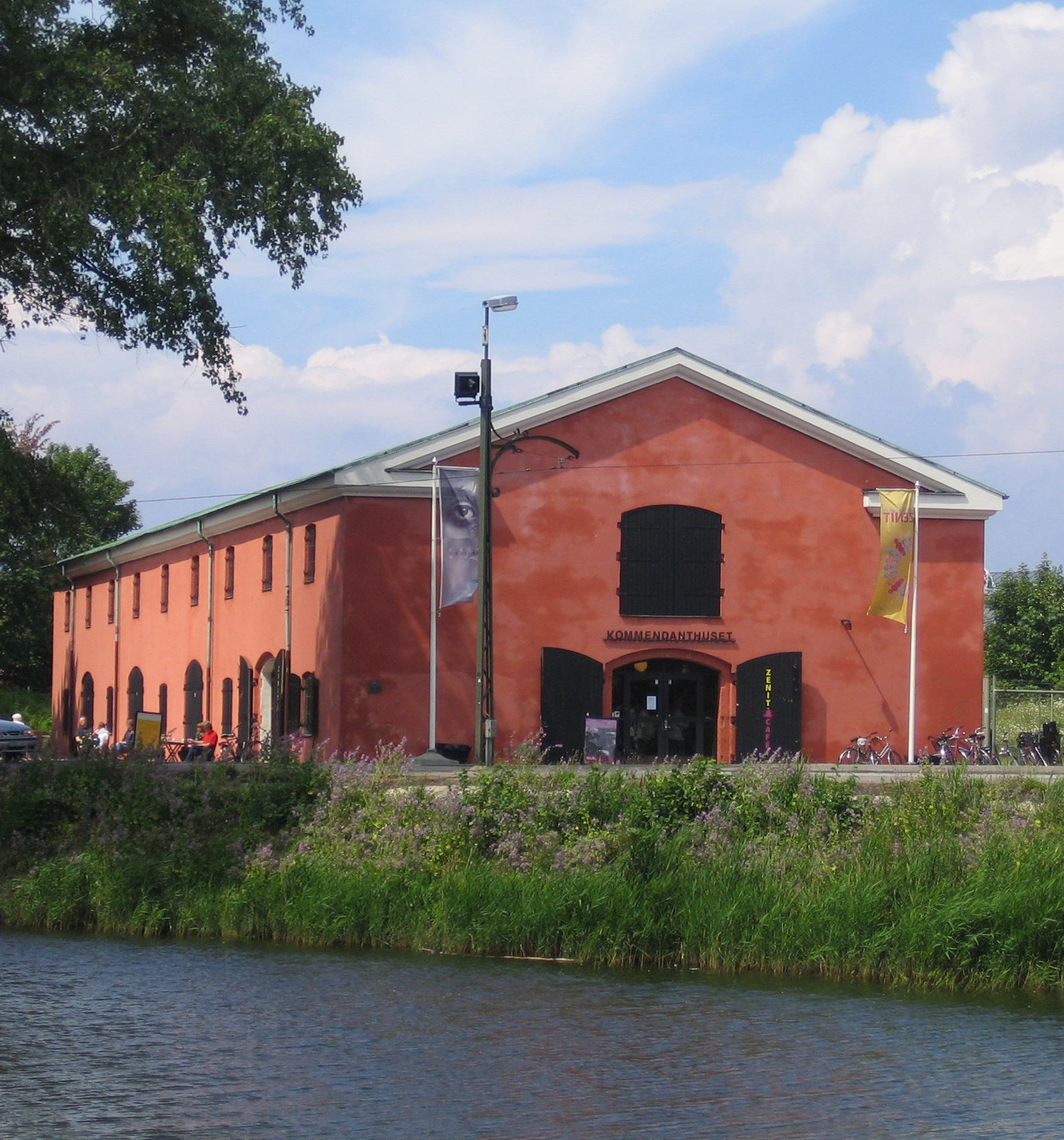
Kommandantenhaus

Das Kommandantenhaus wurde 1786 im Auftrag von Gustav III. als Waffenlager errichtet. Es liegt nordwestlich der Burg auf der Bastion Banér. Das Haus ist im strengen klassizistischen Stil gehalten, der typisch für die Militärarchitektur des ausgehenden 18. Jahrhunderts ist. Das Gebäude besteht aus zwei Etagen mit Granitsockel sowie Kupferdach und hat rot gestrichene verputzte Wände.
Schon im frühen 19. Jahrhundert wurde die obere Etage zum Krankenhaus umfunktioniert, während die untere Etage weiter als Lager diente. Als Malmöhus zum Gefängnis wurde, ließ sich im Kommandantenhaus das Personal nieder. Ein Teil des Hauses beherbergte gewöhnliche Wohnungen. 1847 zog der Gefängniskommandant ein, was dem Gebäude seinen heutigen Namen gab. Genau wie die Burg wurde das Kommandantenhaus zeitweise Notunterkunft. 1965 wurde dem Haus sein altes Aussehen wiedergegeben. Seither ist es ein Teil der Museen von Malmö.
Im oberen Teil finden wechselnde Fotoschauen statt. Die untere Etage enthält unter anderem ein Café.

## Malmöer Museum
Das Museum in der Burg hat mehrere Abteilungen mit archäologischen, historischen, zoologischen, ethnologischen, naturwissenschaftlichen, militärgeschichtlichen und Kunstsammlungen. Die Gemäldesammlung umfasst vor allem Bilder des in Malmö geborenen bedeutenden Porträtmalers Alexander Roslin aus dem 18. Jahrhundert.

## Schlossmühle

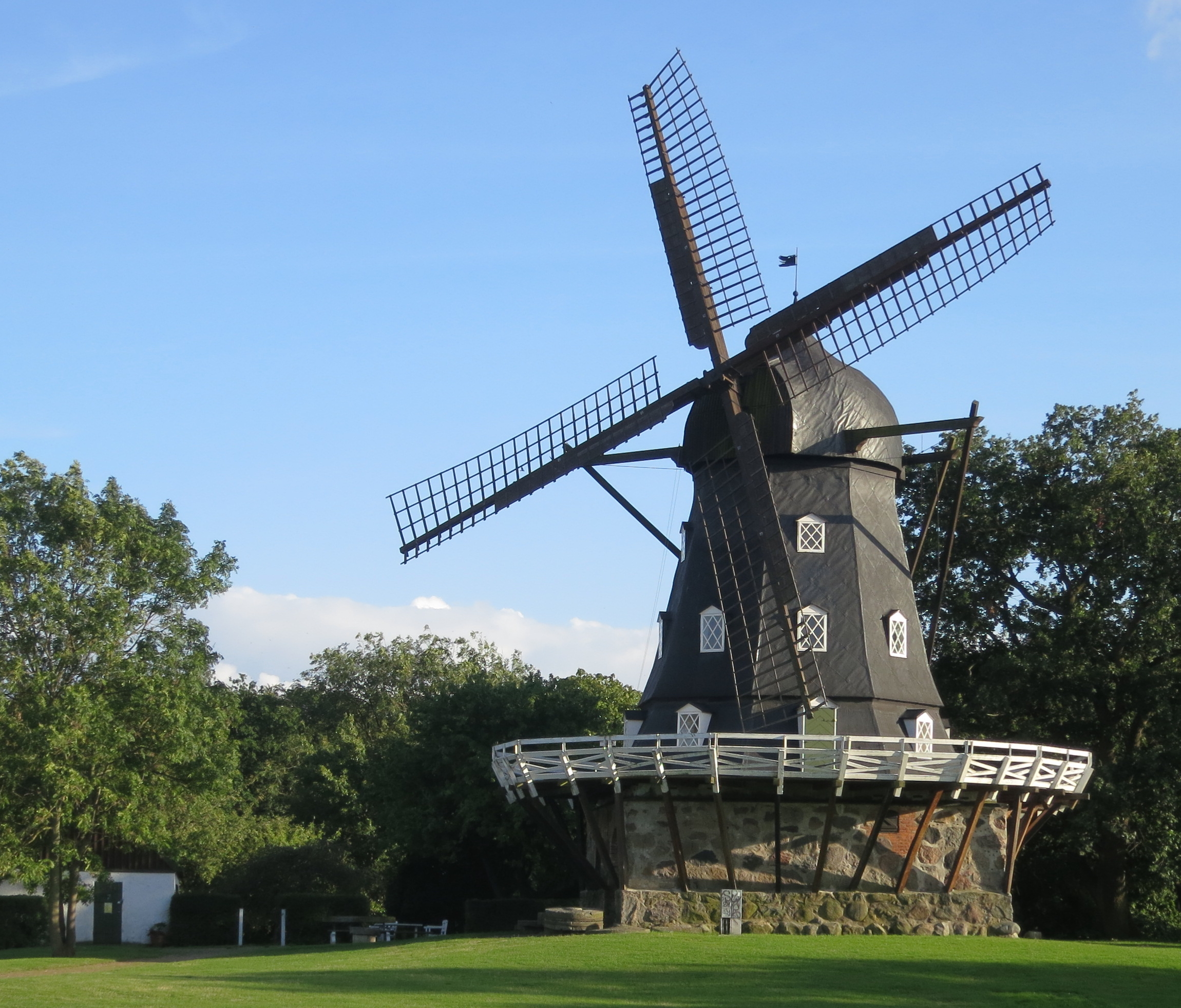
Schlossmühle

Die Schlossmühle (Slottsmöllan) liegt auf der ehemaligen Bastion Stenbocken südwestlich der Burg. Sie entstand zwischen 1850 und 1851 im holländischen Stil und ersetzte eine frühere Mühle aus dem 17. Jahrhundert, die 1849 abgebrannt war.